# Georg Weyers-Rojas

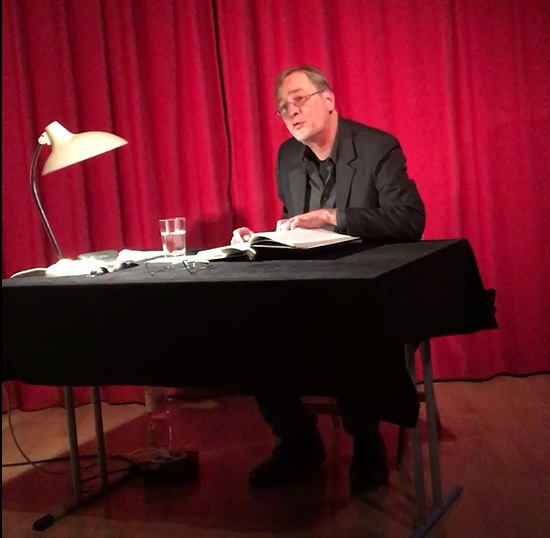
Georg Weyers-Rojas bei einer Lesung 2017 im Hinterhoftheater Köln

Georg Weyers-Rojas (* 21. Februar 1959 in Rheydt) ist ein deutscher Comedy-Drehbuchautor und Komiker.

## Leben
Georg Weyers-Rojas besuchte von 1969 bis 1976 das Hugo-Junkers Gymnasium in Rheydt. 1981 gründete Georg Weyers-Rojas zusammen mit Rolf Gade die Roadshow Grey Heaven and The Unmasked Night Lotion Duo. Es folgten ab 1983 verschiedene Fools-Theater wie Guido-Gibsnich-Gedächtnis-Gombo, Die puerto-ricanischen Anwälte der Agonie und Draußen gibt’s immer nur Kännchen. Daneben Straßentheater.
Seit 1985 lebt er als Künstler ständig in Köln, wo er wieder mit Rolf Gade und Gabriele van Boxen von 1987 das Kabarett Die Buschhüters gründete. Von 1990 bis 1995 widmete er sich dem Studium der Germanistik und Geschichte an der Universität zu Köln.
Seit 1991 folgten regelmäßige Arbeiten für den WDR-Hörfunk und den SWF. Daneben Veröffentlichungen von Satiren und Glossen in Kölner Zeitungen und Arbeiten für das Kabarett Das Finsterwaldtrio in Köln und Hannover.
Ab 1994 begann Georg Weyers-Rojas für verschiedene Fernseh-Comedy-Produktionen zu arbeiten. Im Jahr 1996 gründete er zusammen mit seinem Kollegen Ralf „Linus“ Höke das Autorenbüro Scripts’R’Us, das Drehbuchentwicklung und Script-Consulting für verschiedene Sender und Formate im Comedy- und Unterhaltungsbereich realisierte. 2009 veröffentlichte er sein Buch Das Buch, das jeder gelesen haben sollte, der wissen möchte, wie Fernsehcomedy in Deutschland wirklich funktioniert.
Seit 2011 freie Dozententätigkeit im Bereich Comedy und Kreatives Schreiben Alanus Werkhaus Alfter. In einem Interview mit dem General Anzeiger 2013 sagte der Künstler: „Komödie kann man lernen“.

## Bücher
- American Bar (Anthologie mit Laabs Kowalski, Dagmar Schönleber, Christoph Heitmann Muschel-Verlag, Köln 2002)
- Die Quasten an den Zipfeln der Kleider. Bibelstellen, die Ihnen der Pfarrer immer verschwieg ((Hg.) Gemeinsam mit Laabs Kowalski und Christoph Heitmann, Muschel-Verlag, Köln 2003)
- Das Buch, das jeder gelesen haben sollte, der wissen möchte, wie Fernsehcomedy in Deutschland wirklich funktioniert (Emons Verlag Köln, 2009)

## Arbeiten für das Fernsehen (Auswahl)
- RTL-Samstag-Nacht, RTL
- SAT1 Wochenshow, SAT1
- Die Wochenshow, SAT1
- Switch, PRO7
- Mensch Markus, SAT1
- Die dreisten Drei, SAT1
- Alt und durchgeknallt, SAT1
- Mensch Markus Specials, SAT1
- Deutschland ist schön, SAT1
- Switch Reloaded, PRO7
- Weibsbilder, SAT1
- Mannsbilder, SAT1
- Dieter Hallervorden (Verstehen Sie Spaß), ARD
- Jürgen von der Lippe (Geld oder Liebe), ARD
- Happy Aua Show (Rocktheater N8chtschicht), WDR
- Crème Frech, WDR
- Ulla Kock am Brinck-Show, PRO7
- Manngold, TM3
- Nachtshow mit Thomas Koschwitz, RTL
- Headnut TV, PRO7
- Sketchup, BR
- Versteckte Kamera, ZDF
- Showpalast, ZDF
- Voll Witzig, SAT1
- Drei ein Viertel, SAT1
- Tigerentenclub, SWR
- Kanal Fatal, BR
- Grünwalds Freitagscomedy, BR
- Schreinerei Fleischmann, SWR
- Nikola, RTL (Sitcom)
- Alles Atze, RTL (Sitcom)

## Konzeptentwicklung
- Switch (PRO7)
- Switch Reloaded (PRO7)
- Manngold (TM3)
- Nachtshow mit Thomas Koschwitz (RTL)
- Sissi Perlinger Show (RB)
- RTL-Samstag-Nacht (3 Piloten für neue Staffel) (RTL)
- Voll Witzig (SAT1)
- Mensch Markus Specials